# 209089 Csépevaléria
209089 Csépevaléria è un asteroide della fascia principale. Scoperto nel 2003, presenta un'orbita caratterizzata da un semiasse maggiore pari a 2,3669071 au e da un'eccentricità di 0,0655416, inclinata di 6,49967° rispetto all'eclittica.